# Terapevtski indeks
Terapevtski  indeks zdravila je razmerje med srednjim smrtnim odmerkom (LD50) in srednjim terapevtskim odmerkom (ED50); torej med količino učinkovine, ki pri polovici populacije povzroči smrt in količino, ki pri polovici populacije izzove pričakovan terapevtski učinek:
{\displaystyle Terapevtski\ indeks={{LD_{50}} \over {ED_{50}}}}

Zgornja formula velja za podatke, pridobljene iz študij na živalih. Pri ljudeh se terapevtski indeks izračuna kot razmerje med srednjim toksičnim odmerkom (TD50), ki pri polovici opazovanih osebkov povzroči toksične učinke, in srednjim terapevtskim odmerkom (ED50), ki pri polovici opazovanih osebkov povzroči ustrezen zdravilni učinek:
{\displaystyle Terapevtski\ indeks={{TD_{50}} \over {ED_{50}}}}

Pri učinkovinah, ki imajo zelo nizek terapevtski indeks, je potrebna  velika previdnost, saj se toksični učinki izkažejo pri relativno majhnem prekomernem odmerjanju. Zato je velikokrat treba sproti spremljati krvno koncetracijo takšnih substanc. Učinkovini z nizkim terapevtskim indeksom sta na primer teofilin in paracetamol. V nasprotju pa imajo na primer betalaktamski antibiotiki (npr. penicilin) visok terapevtski indeks.